# Соня Бергамаско
Со́ня Бергама́ско (італ. Sonia Bergamasco; 16 січня 1966, Мілан, Італія) — італійська акторка театру та кіно.

## Біографія
Соня Бергамаско народилася 16 січня 1966 року в Мілані. Після школи закінчила Міланську консерваторію імені Джузеппе Верді, де навчалася грі на фортепіано. Наприкінці 1980-х вирішує займатися акторською грою й поступає до акторської школи Театру Пікколо в Мілані, яку закінчила в 1990 році.
Після кількох років роботи в театрі, у 1994 році Соня Бергамаско дебютувала в кіно, знявшись у короткометражці Маріо Мартоне «Самнітський художник Антоніо Мастронуццо», яка увійшла до кіноальманаху «Дивовижні історії».
Популярність Соні Бергамаско здобула після виходу фільму «Шалена кров» (2008). У 2016 році вона зіграла у фільмі «Куди я йду?», за що була номінована на італійську національну кінопремію «Давид ді Донателло» за «найкращу жіночу роль другого плану».
У 2016 році Соня Бергамаско була обрана ведучою церемоній відкриття та закриття 73-го Венеційського кінофестивалю.
У 2017 році Бергамаско знялася у фільмі Ріккардо Мілані «Як кішка на кільцевій дорозі», зігравши роль Луче, за яку у 2018 році була номінована як найкраща акторка другого плану на премію «Давид ді Донателло».
Крім акторської гри, Соня Бергамаско виступає також з невеликими музичними концертами та шоу.

## Особисте життя
Соня Бергамаско у шлюбі за італійським актором Фабріціо Джифуні. Подружжя має двох дочок.

## Фільмографія
| Рік  |     | Українська назва                      | Оригінальна назва                                | Роль                     |
| ---- | --- | ------------------------------------- | ------------------------------------------------ | ------------------------ |
| 1994 | кф  | Дивовижні історії                     | Miracoli, storie per corti                       | К'яра                    |
| 1999 | с   | Комісар Монтальбано                   | Il commissario Montalbano                        | Лівія Бурландо           |
| 1999 | тф  |                                       | Pinocchio ovvero lo spettacolo della provvidenza | дитина                   |
| 2000 | ф   | Мнемоніст                             | Il mnemonista                                    | Єва                      |
| 2000 | ф   | Голоси                                | Voci                                             | Людовіка                 |
| 2001 | ф   | Як він стає Мартіні                   | Come si fa un Martini                            |                          |
| 2001 | ф   | Ймовірно, кохання                     | L'amore probabilmente                            | Софія                    |
| 2003 | ф   | Найкращі з молодих                    | La meglio gioventù                               | Джулія Монфалько         |
| 2003 | ф   | Аморфо                                | Amorfù                                           | Єлена                    |
| 2005 | тф  | Де Гаспері. Людина надії              | De Gasperi, l'uomo della speranza                | Франческа Романі         |
| 2006 | ф   | Музиканти                             | Musikanten                                       | Марта                    |
| 2007 | ф   | Заселяючи замки Венарії-Реале         | Peopling the Palaces at Venaria Reale            |                          |
| 2008 | с   |                                       | Quo Vadis, Baby?                                 |                          |
| 2008 | ф   | Шалена кров                           | Sanguepazzo                                      | Prigioniera              |
| 2008 | тф  | Ейнштейн                              | Einstein                                         | Ельза Льовенталь         |
| 2008 | ф   | Права людини для усіх                 | All Human Rights for All                         | Марта (епізод «Cellule») |
| 2008 | с   | Дурень для кохання                    | Tutti pazzi per amore                            | Леа Де Ангеліс           |
| 2009 | ф   | Джулія не ходить на побачення увечері | Giulia non esce la sera                          | Бенедетта                |
| 2009 | тф  | Бахфта                                | Bakhita                                          | Анжеліка Марін           |
| 2010 | ф   | Жінка мого життя                      | La donna della mia vita                          | Кароліна                 |
| 2011 | ф   |                                       | Senza arte né parte                              | Джулія Манна             |
| 2011 | ф   |                                       | Maledimiele                                      | Анна                     |
| 2012 | с   | Велика сім'я                          | Una grande famiglia                              | Лаура Ренгоні            |
| 2012 | ф   | Ти і я                                | Io e te                                          | мати Лоренцо             |
| 2015 | ф   | У чорта на куличках                   | Quo vado?                                        | доктор Сироні            |
| 2017 | док | Ура Джузеппе                          | Evviva Giuseppe                                  |                          |
| 2017 | ф   | Як кішка на кільцевій дорозі          |                                                  | Луче                     |
| 2017 | док | Кареніна і я                          | Karenina & I                                     | грає сама себе           |
| 2017 | ф   | Ріккардо йде в пекло                  | Riccardo va all'inferno                          | Королева-мати            |

## Визнання
| Нагороди та номінації Соні Бергамаско             | Нагороди та номінації Соні Бергамаско             | Нагороди та номінації Соні Бергамаско                                      | Нагороди та номінації Соні Бергамаско |
| Рік                                               | Категорія                                         | Фільм                                                                      | Результат                             |
| ------------------------------------------------- | ------------------------------------------------- | -------------------------------------------------------------------------- | ------------------------------------- |
| Італійський національний синдикат кіножурналістів |                                                   |                                                                            |                                       |
| 2002                                              | «Срібна стрічка» — Найкраща акторка               | Ймовірно, кохання                                                          | Номінація                             |
| 2004                                              | «Срібна стрічка» — Найкраща акторка               | Найкращі з молодих (спільно з Жасмін Трінка, Адріаною Асті та Майєю Санса) | Перемога                              |
| 2016                                              | «Срібна стрічка» — Найкраща акторка другого плану | Куди я йду?                                                                | Номінація                             |
| Премія «Золотий глобус» (Італія)                  |                                                   |                                                                            |                                       |
| 2004                                              | Найкраща акторка                                  | Найкращі з молодих                                                         | Номінація                             |
| Премія «Давид ді Донателло»                       |                                                   |                                                                            |                                       |
| 2016                                              | Найкраща акторка другого плану                    | Куди я йду?                                                                | Номінація                             |
| 2018                                              | Найкраща акторка другого плану                    | Як кішка на кільцевій дорозі                                               | Номінація                             |
| Премія «Золота хлопавка»                          |                                                   |                                                                            |                                       |
| 2016                                              | Найкраща акторка другого плану                    | Куди я йду?                                                                | Перемога                              |